# Chronopsychologie
La chronopsychologie consiste en l'étude des rythmes comportementaux. 
Il peut être intéressant d'étendre[pourquoi ?] cette théorie à l'apprentissage chez les jeunes étudiants. On[Qui ?] parle alors de rythmes scolaires, où les rythmes endogènes des individus et ceux de leur environnement naturel (saisons, jour et nuit) et artificiel (activité-repos) sont pris en compte, afin de permettre une meilleure productivité des temps scolaires. 

## Origine
Le concept de perception du temps prend naissance au milieu du XIXe siècle dans la communauté psychologique. C'est l'étude de la précision avec laquelle les hommes perçoivent le temps pour une situation donnée. De ce fait, la perception du temps chez un individu peut être évaluée différemment par celui-ci selon les stimuli émotionnels ou sociaux. Par exemple, le moment passé dans un ascenseur semblera plus long avec une personne qui présente un visage fâché qu'avec une au visage neutre, et il semblera moins long en présence d’un aîné qu'en présence d'un jeune. Ces influences affectent ainsi le rythme de l'horloge interne des estimateurs de temps.
Le terme chronopsychologie fut créé par Paul Fraisse, un psychologue français. Il explique que nos activités psychologiques sont soumises à des rythmes qui leur sont propres, c'est-à-dire indépendamment des rythmes biologiques, mais en relation avec les conditions socioculturelles de chacun. Selon la définition de la chronobiologie d'Alain Reinberg, les rythmes endogènes propres à chaque individu, ici comportementaux, peuvent subir des altérations, phénomène appelé « désynchronisation ». Les altérations sont causées par des rythmicités exogènes (zeitgeber) inadaptées. Ainsi, lorsque les rythmes endogènes et environnementaux d'un enfant sont désynchronisés, celui-ci peut connaître des difficultés de développement/apprentissage. À l'inverse, un enfant dont l'activité biologique coïncide avec celle de son environnement présente une bonne synchronisation de ses rythmes.

## Chronopsychologie en milieu scolaire
L'attention et la performance intellectuelle fluctuent énormément chez les enfants selon leur rythme psychologique. Il est important d'étudier ces fluctuations, afin que l'apprentissage scolaire soit structuré en prenant en compte celles-ci pour optimiser le développement des élèves. À l'échelle journalière, l'attention est basse en matinée et augmente jusqu'à atteindre un pic autour de 11 h, ensuite elle baisse de nouveau en début d'après-midi. Finalement, un regain d'attention est observé en fin d’après-midi. Hebdomadairement, il a été déterminé que les enfants sont moins attentifs les lundis et que leur attention augmente à mesure que la semaine avance. Elle atteint son maximum les jeudis et diminue le vendredi. Le manque d'attention en début de semaine serait dû à une certaine désynchronisation du rythme psychologique des enfants causée par la période de repos de la fin de semaine. Il est également possible de voir des variations du niveau d'attention le long d'une année scolaire. En effet, lorsque les élèves vont à l'école pendant plus de sept semaines consécutives, une baisse considérable du niveau d'attention et ainsi des performances scolaires est observable. L'ensemble de ces fluctuations est grandement influencé par différentes sources de variation. D'abord l'âge fait différer l'attention, entre autres l'après-midi, les élèves plus vieux ont tendance à être plus performant en fin de journée que les plus jeunes. De plus, les élèves ont moins de moments d'inattention et ceux-ci sont moins longs que chez les plus jeunes. Les fluctuations du rythme psychologique sont moins importantes lorsque les élèves ont un haut niveau scolaire. Le niveau de maîtrise, la complexité et la nature des tâches influencent également les fluctuations. En gardant en tête les rythmes psychologiques des enfants, les éducateurs peuvent synchroniser l'horaire de leur classe avec les fluctuations en attention de leurs élèves. Par exemple, en proposant des activités plus complexes lors des pics d'attentions et des activités plus ludiques lors des creux, la réussite de ceux-ci sera meilleure.

## Différentes tâches, différentes performances

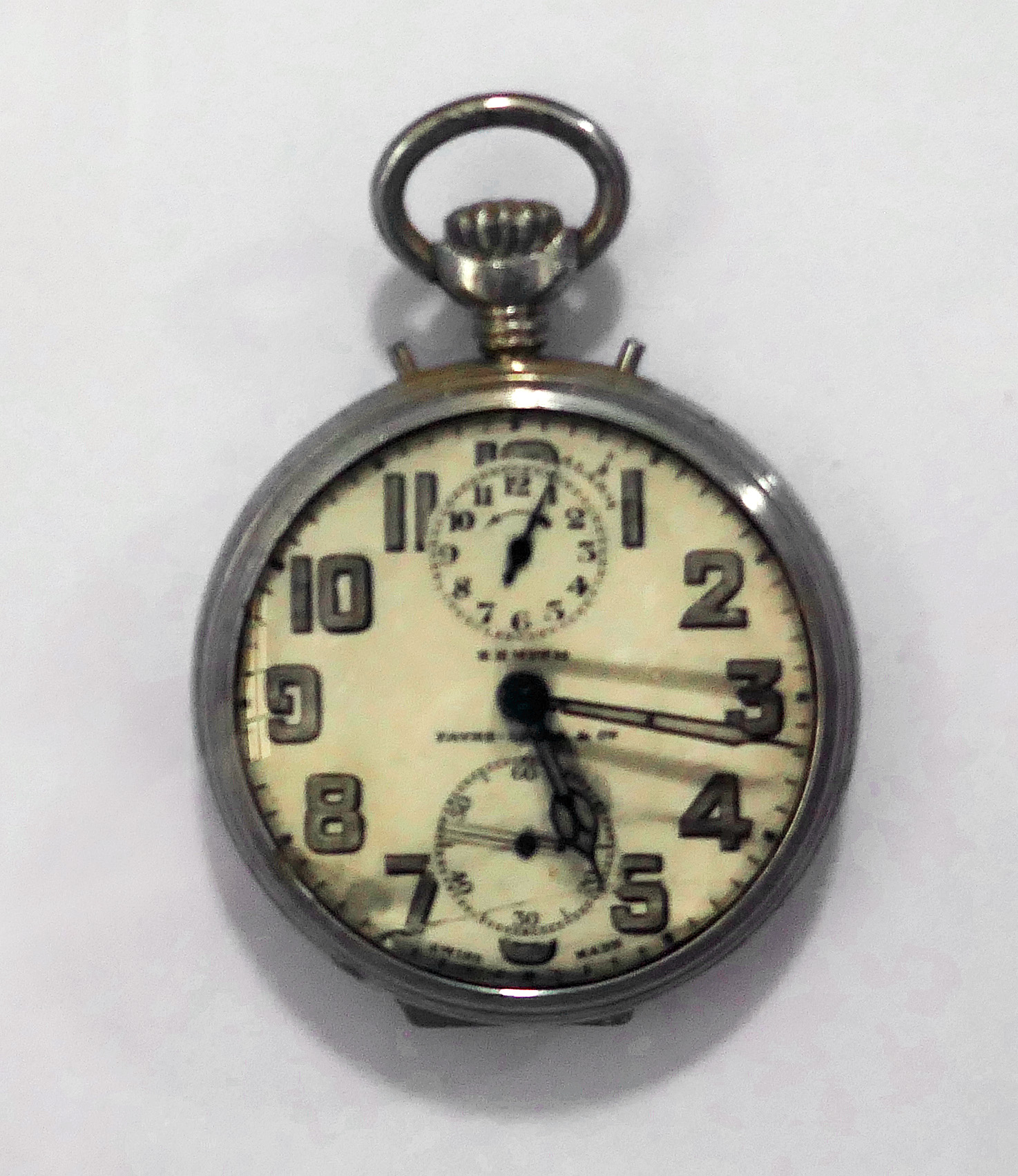

La chronopsychologie tente, entre autres, d'analyser et d’identifier les différents moments dans la journée où le niveau de performance est à son maximum. Des études sur la performance ont été réalisées sur des tâches qui varient en fonction de la composante motrice de la tâche et du niveau d’utilisation de la mémoire de celle-ci. L'état de vigilance des individus était sous observation lors de la réalisation de ces tâches.  Les résultats montrent une variation du moment dans la journée où les performances atteignent leur apogée. Les actions nécessitant une faible composante motrice comme la détection de signal ont leur maximum de performance en fin d’après-midi  tandis que les tâches comme le tracé d’un labyrinthe demandant une plus grande composante motrice atteignent leur maximum plus tôt dans la journée, vers midi,. Ensuite, plusieurs études portent leur attention sur la mémoire. Les tâches analysées sont divisées en fonction du type de mémoire étudiée ; la mémoire immédiate, la mémoire de travail et la mémoire à long terme qui est, elle-même, divisée selon l'heure de présentation de la matière à mémoriser et l'heure de récupération . L'apprentissage de chiffres, les tâches de calcul et la mémorisation d'éléments cinématiques sont respectivement les tâches des différents types de mémoire étudiés. Les résultats des études montrent un maximum de performance vers 10 h en matinée pour la mémoire à court terme, vers midi pour la mémoire de travail, en soirée pour l'heure de présentation et beaucoup plus tôt dans la journée pour l'heure de récupération pour la mémoire à long terme,,. 
Différentes théories expliquant ces résultats se portent en premier lieu sur le niveau d’éveil concordant avec la courbe de température du cycle circadien de l’humain, théorie divisée selon les tâches analysées. En deuxième lieu, la théorie multi-oscillatoire dépendant de la dissociation entre les rythmes individuels de la température et du veille-sommeil est avancée également.

## Théories
L'une des théories qui a été émise est celle du niveau de l'éveil. Selon cette théorie, le niveau d’éveil serait en relation étroite avec les performances d’un individu. Pour calculer cet indicateur, une relation entre la température corporelle et le niveau d’éveil a été observée par Nathaniel Kleitman : lorsque la température corporelle augmente, le niveau d'éveil calculé par les performances aux tâches de vigilance augmente également . Cette théorie est basée sur le principe que l’effet de la température serait lié à des processus chimiques. Si c'est le cas, le phénomène observé pourrait s’expliquer par le fait que les processus mentaux représentent des réactions chimiques en eux-mêmes. Il se peut aussi que la vitesse de réaction dépende de l’activité métabolique du cortex cérébral. L’augmentation de température serait alors indirectement liée à des performances accrues, puisque l'augmentation de la température corporelle permettrait une augmentation de la vitesse de réaction du cortex cérébral. D'autres études ont suivi pour vérifier cette théorie et il a été possible de comparer la mémoire et le débit cognitif avec la température de plusieurs sujets en fonction du moment dans le cycle circadien. Les résultats obtenus ont également démontré qu'à un même moment du cycle circadien, plus la température est élevée, plus les performances sont accrues, confirmant la théorie de Kleitman.
D'autres théories ont également été proposées, dont la théorie de limitation des ressources, selon laquelle un individu devient de plus en plus rapide au cours de la journée à faire une tâche, mais par contre de moins en moins précis. Selon cette théorie, le changement de vitesse d'exécution d’une tâche au cours de la journée serait expliqué par le fait qu’un individu accomplissant une tâche doit passer par plusieurs étapes de vérification pour produire la tâche correctement. Au cours de la journée, la vitesse d'exécution des étapes resterait constante, mais le nombre d'étapes de vérification pour chaque tâche diminuerait progressivement. La vitesse d’accomplissement de tâche sera alors accrue, par contre la précision de celle-ci diminue.  